# 軍地彩弓
軍地 彩弓（ぐんじ さゆみ、1964年4月25日 - ）は、日本の編集者、ファッション・クリエイティブ・ディレクター。現在、株式会社gumi-gumi代表。茨城県ひたちなか市出身。
茨城県立日立第一高等学校から中央大学文学部に進学し社会学を学ぶ。大学在学中からリクルートでマーケティングやタイアップを中心とした制作の勉強をする。その傍ら講談社の『Checkmate』でライターのキャリアをスタート。卒業と同時に講談社の『ViVi』編集部で、フリーライターとして活動。その後、雑誌『GLAMOROUS』の立ち上げに尽力する。
2008年には、現コンデナスト・ジャパンに入社。クリエイティブ・ディレクターとして、『VOGUE GIRL』の創刊と運営に携わる。
2014年には、自身の会社である、株式会社gumi-gumiを設立。雑誌『Numéro TOKYO』のエディトリアルディレクターから、「ファーストクラス」（フジテレビ系）のファッション監修、情報番組「直撃LIVE グッディ!」のコメンテーターを務めるなど、編集者の枠を超えて幅広く活躍。
2021年には経産省・クールジャパン政策課「ファッション未来研究会」副座長を務め、2023年には経産省・クールジャパン政策課「ファッションローWG」の座長として「ファッションローガイドブックWG」をローンチする。

## 経歴
1986年 - 2004年、講談社『ViVi』編集部でファッションライターとして活動
2004年 - 2008年、講談社『GLAMOROUSを』創刊、ファッションディレクターを務める
2008年 - 2009年、コンデナスト・ジャパンで、インターナショナルファッション誌『GLAMOUR JAPAN』準備室の編集長に就任、プロジェクトがキャンセル
2009年 - 2010年、『VOGUE JAPAN』コントリビューティングエディター、『GQ JAPAN』編集長代理などを務める
2011年 - 2013年、『VOGUE GIRL』クリエイティブ・ディレクターを務める
2013年 - 2014年、コンデナスト・スタジオ　クリエイティブ・ディレクター
2014年 - 、Numéro TOKYO エディトリアル・ディレクター、株式会社gumi-gumi設立、代表取締役就任。

## 主な仕事

### コラム連載
- メトロポリターナ「東京#CODE」
- Business Insider 「軍地彩弓のThink Next」
- 東洋経済オンライン（不定期連載）
- Numéro TOKYO「Fashion Eyes」- 終了
- ウーマンエキサイト「女と髪と人生と」（短期連載） - 終了
- 販促会議　変わる消費、変わらない業界（短期連載） - 終了

### 写真集
- AKB48 2011年・2012年公式カレンダー：クリエイティブディレクション
- 前田敦子写真集「不器用」：ディレクション
- 蜷川実花写真集「Oh! My Rody」：ディレクション
- 宝塚歌劇団 龍真咲写真集「SOLEIL」
- 佐々木敬子ライフスタイルブック「Ketty’s  FASHION LIFE」：ディレクション
- 土屋アンナ写真集「SOSEXY」
- 山田優写真集「SOSEXY」
- 吉井怜写真集「SOSEXY」
- 道端ジェシカ「ジェシカの言葉」

### カタログ・ブランドブック制作
- Jewelna Rose カタログ（2017年 - 2018AW）
- ふりそでMODE（2016年 - 2022年）
- GRACE CONTINENTAL　20th anniversary book

### メディア出演・コメンテーター
- フジテレビ「直撃LIVE グッディ!」（ - 2019年）：ゲストコメンテーター
- 「NewsPicks」：プロピッカー
- 「ショップチャンネル」世界より愛を込めてシリーズ：ゲスト出演
- フジテレビ「ファーストクラス　第1期・第2期：脚本、ファッション監修
- NHK「SUPER WOMAN」
- NHK「プロファイラー」
- Amazonプライム「Invisible TOKYO Episode4 ファッションモデルの地平」
- 安室奈美恵ファッション総選挙　FASHION MOVIE BEST 50（2018年9月9日、AbemaTV）[3]

### 顧問・理事
- CAMPFIRE：CLOSS 顧問
- 東京ファッションテクノロジーラボ：理事
- Time Bank：アンバサダー
- メルカリ「マーケットプレイスのあり方に関する有識者会議」：委員

### 監修・ディレクション
- 東京ガールズコレクション次世代アーティスト発掘プロジェクト「NEXT D PROJECT」：監修・審査員（2020年）
- ラフォーレ原宿 常設自主編集売り場「愛と狂気のマーケット」：ディレクション（2022年）

### 映画関連
- ヘルタースケルター：編集者 役
- 恋する・ヴァンパイア：ファッション・ディレクション
- Netflixドラマ「Followers」（2020年）：ファッションスーパーバイザー

### 官庁
- 経済産業省
  - アパレルサプライチェーン委員：委員（2016年）
  - ファッション政策懇談会：委員（2017年）
  - 経産省・クールジャパン政策課「ファッション未来研究会」副座長（2021年）
  - 経産省・クールジャパン政策課「ファッションローWG」座長（2023年）

## 出演
- ポリタスTV（YouTube、2020年6月9日）
- 「霜降りミキXIT」私服審査員（TBS深夜OA、2020年）